# فهرست سفیران کانادا در افغانستان
فهرست سفیران کانادایی در افغانستان (به انگلیسی: List of Canadian ambassadors to Afghanistan)
| سفیر               | شروع ماموریت   | پایان ماموریت |
| ------------------ | -------------- | ------------- |
| کارلوس استیس مک‌گوی | ۲۱ مارس ۱۹۶۸   | ۱۰ ژوئیه ۱۹۶۹ |
| کارلوس جان اسمال   | ۱۵ ژوئیه ۱۹۶۹  | ۱۹ آگوست ۱۹۷۲ |
| جان گایلارد هدون   | ۲۳ مه ۱۹۷۲     | -             |
| کیت ویلیام مک‌للان  | ۱۰ ژوئن ۱۹۷۴   | ۱۲ ژوئیه ۱۹۷۷ |
| ویلیام فرانک استون | ۳۰ ژوئن ۱۹۷۷   | ۲۵ آگوست ۱۹۷۸ |
| آلبرت داگلاس اسمال | ۲۳ نوامبر ۱۹۷۸ | -             |
| کوراد سیگردسن      | ۲۴ ژانویه ۲۰۰۲ | -             |
| کریستوفر الکساندر  | ۳۱ ژوئیه ۲۰۰۳  | ۲۰۰۵          |
| دیوید اسپرول       | ۵ اکتبر ۲۰۰۵   | ۲۶ آوریل ۲۰۰۷ |
| اریف لالانی        | ۲۶ آوریل ۲۰۰۷  |               |
| رون هافمن          | ۴ سپتامبر ۲۰۰۸ | تابستان ۲۰۰۹  |
| ویلیام کروسبی      | تابستان ۲۰۰۹   |               |